# Le Remords de Kumagai
 (mars 2021).
Si vous disposez d'ouvrages ou d'articles de référence ou si vous connaissez des sites web de qualité traitant du thème abordé ici, merci de compléter l'article en donnant les références utiles à sa vérifiabilité et en les liant à la section « Notes et références ».
Pour les articles homonymes, voir Kumagai.

Le Remords de Kumagai est un conte japonais qui relate l'histoire de Kumagai Naozane qui vit au cours de la première moitié du XIIe siècle. Son courage sur les champs de bataille l'a fait surnommer « le premier guerrier de Japon ».

## Le conte
À la fin de la bataille d'Ichi-no-Tani, Kumagai se trouve face à un guerrier particulier : très jeune, noble au port altier, il porte, outre ses armes, une flûte en bambou dont il sait admirablement bien jouer. Avant d'aller au combat, il a composé quelques vers pour dire adieu à la vie et les porte sur lui.
Kumagai provoque cet adversaire en combat singulier. Le jeune homme relève le défi. Les deux protagonistes se jettent l'un sur l'autre. Rapidement, le jeune garçon ne fait pas le poids face à un adversaire mieux entraîné. Le vieux guerrier prend le dessus, immobilise son adversaire et sort son poignard pour l'égorger. Il lui soulève le casque et se sent envahi d'une émotion étrange face à cet adolescent. En l'interrogeant, il apprend qu'il est Taira no Atsumori, le fils de Tsunemori, le conseiller maître des bâtiments impériaux et qu'il a seize ans.
Kumagai éprouve de la sympathie pour ce jeune homme qui lui rappelle son propre fils et hésite à l'achever mais comment faire autrement? C'est la guerre. Les dents serrées, fermant les yeux, il tranche la tête de l'adolescent.
Après le combat, Kumagai fait envoyer aux parents les restes de leur fils, sa flûte et le poème trouvé sur son cadavre.
Kugamai est très triste d'avoir ôté la vie du jeune guerrier. Un cruel remords l'étreint. Sans cesse il revoit le visage d'Atsumori. Il croit voir ses mains pleines de son sang.
Alors il fait le vœu de ne jamais plus tuer. De ne plus porter les armes.
Il se retire au temple de Kurodani près de Kyoto où il priera pour sa victime en méditant la parole de Bouddha : « Un homme n'est pas noble parce qu'il fait souffrir les créatures vivantes. Celui-là seul est noble qui les prend en pitié ».